# Минаев-Цикановский, Александр Матвеевич
Александр Матвеевич Минаев-Цикановский (имя при рождении — Шая Мошкович Цикановский; февраль 1888, Одесса — 25 февраля 1939, Москва) — сотрудник ВЧК-ОГПУ-НКВД, комиссар государственной безопасности 3 ранга (3 апреля 1937). Начальник Сталинградского УНКВД (1936—1937), и. о. начальника Контрразведывательного отдела ГУГБ НКВД СССР (1937—1938). Член ЦИК СССР в 1935—1937 годах. Член Всесоюзного общества бывших политкаторжан и ссыльнопоселенцев. Расстрелян в 1939 году. Признан не подлежащим реабилитации.

## Биография
Родился в Одессе в еврейской семье, отец был служащим сахарного завода. Получил домашнее образование. С 14 лет — чернорабочий на одесском мыловаренном заводе. В 16 лет вступил в партию эсеров (ПСР), состоял в боевой дружине в 1904—1906 годах. Тогда же взял себе псевдоним Александр Матвеевич Минаев (по ряду данных, имя погибшего товарища по партии). В 1908 году осуждён военным судом на 10 лет каторги. В декабре 1916 года освобождён из тюрьмы и сослан в Иркутскую губернию, откуда в марте 1917 года уехал в Херсон, работал портным. После наступления германских войск на Украину перебрался в Ростов, затем в Москву. В мае 1918 года направлен на подпольную работу в Херсонскую губернию, организовывал красные партизанские отряды. После восстановления власти большевиков в феврале-июне 1919 года заведовал Херсонским губполитпросветом. Состоял в РКП(б) с марта 1919 года.

## ВЧК-ОГПУ-НКВД
С июня 1919 года в органах ВЧК (заместитель начальника Херсонской ЧК, начальник СОЧ (секретно-оперативной части)),  затем с августа по ноябрь 1919 служил в РККА — рядовой, потом помощник начальника штаба 58-й стрелковой дивизии по разведке (на Южном фронте был ранен, контужен). В ноябре 1919 года прикомандирован к центральному аппарату ВЧК в Москву.
С марта 1920 года командирован в Украину :  заместитель председателя Алешковской уездной ЧК, затем заместитель председателя Херсонской уездной ЧК, в 1920-1921 гг. заместитель председателя Волынской губЧК, (г.Зиновьевск), затем заместитель председателя Елизаветградской уездной ЧК, до ноября 1921 года заместитель председателя Феодосийской ЧК. В ноябре 1921 - мае 1922 г. начальник СОЧ Николаевской губЧК—ГПУ. С мая 1922 по февраль 1923 г.  заместитель начальника Екатеринославского губ.отдела ГПУ, начальник СОЧ; в феврале-августе 1923 г. на аналогичных должностях в Винницком губ.отделе ГПУ. В августе 1923 - октябре 1924 г. заместитель начальника Волынского губ.отдела ГПУ, начальник СОЧ.
В октябре 1924 г. по приглашению Е. Г. Евдокимова, полномочного представителя ОГПУ по Северо-Кавказскому краю, под руководством которого работал на Украине, занял должность начальника экономического отдела полномочного представительства ОГПУ по Северо-Кавказскому краю. В 1934—1936 гг. полномочный представитель ОГПУ(начальник УНКВД) по Челябинской обл. В июле 1936 г.— апреле 1937 г. начальник УНКВД по Сталинградской обл. Отличался высокими показателями по арестам «врагов народа» в области. С апреля 1937 г. в Москве — заместитель начальника 3-го (контрразведывательного) отдела ГУГБ НКВД СССР. С 11 июля 1937 г., после самоубийства начальника отдела В. М. Курского, и. о. начальника 3-го отдела ГУГБ НКВД СССР, до конца марта 1938 г. возглавлял советскую контрразведку (приказ об утверждении в должности начальника отдела так и не был согласован Н. И. Ежовым в высших партийных инстанциях). Как начальник КРО НКВД СССР несет полную меру ответственности (наряду с Н. И. Ежовым и Политбюро ЦК ВКП(б)) за массовые убийства граждан СССР по национальному признаку (немецкая, польская, латышская, финская, корейская, эстонская, бессарабская, иранская, китайская операции, сотрудники КВЖД и уроженцы Маньчжурии). Как начальник отдела несет ответственность за аресты всех сотрудников НКВД и подведомственных им служб в 1937—1938 гг. и осуждение в т. н. «особом порядке». После реорганизации наркомата в марте 1938 г. был назначен начальником 8-го отдела (оперативная работа в промышленности) 1-го Управления НКВД СССР.
С 10 июля 1938 г. — заместитель наркома тяжёлой промышленности СССР. Избирался членом ЦИК СССР.
В Москве проживал : г. Москва, Фурманный пер., 15, кв. 9.

## Арест и осуждение
5 ноября 1938 г. был освобождён от работы, на следующий день арестован. «Следствие» по «делу» Минаева—Цикановского вел Борис Родос. Внесен в Список Л.Берии-А.Вышинского от 15 февраля 1939 г. по 1-й категории. На заседании ВКВС СССР «вину признал». 25 февраля 1939 г. приговорён Военной коллегией Верховного суда СССР к высшей мере наказания ( ст. 58 «а» («измена Родине»), ст. 58-8 («террор»), ст.58-11 («участие в антисоветской правотроцкистской организации в НКВД СССР»), и в тот же день расстрелян вместе с наркомом здравоохранения СССР М. Ф. Болдыревым, руководящими сотрудниками НКВД СССР М. А. Волковым-Вайнером, Э. Я. Фурманом, А. П. Павловым и др. Место захоронения — «могила невостребованных прахов» № 1 крематория Донского кладбища.
26 ноября 2013 г. Военной коллегией Верховного суда РФ признан не подлежащим реабилитации.

## Звания
- 29.11.1935 — старший майор государственной безопасности.
- 3.4.1937 — комиссар государственной безопасности 3 ранга.

## Награды
- орден Ленина[6] ( лишен посмертно Указом Президиума Верховного Совета СССР от 24.5.1941)[7];
- орден Красной Звезды (20.12.1932)[8]  ( лишен посмертно Указом Президиума Верховного Совета СССР от 24.5.1941)[7];
- медаль «XX лет Рабоче-Крестьянской Красной Армии» (22.02.1938);
- два знака «Почётный работник ВЧК-ГПУ» .